# تايهيكي

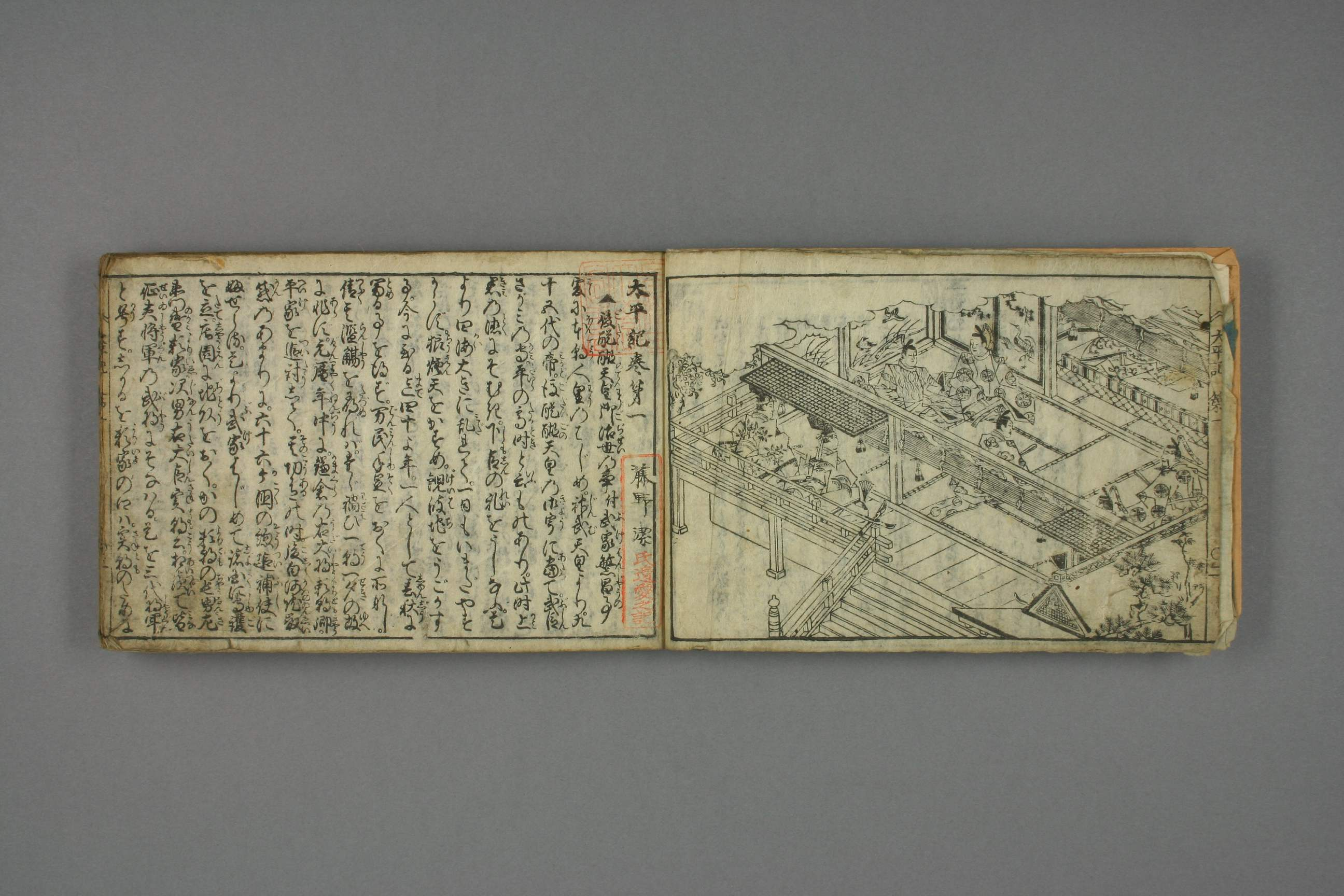

تايهيكي (太平記) (حولية السلام الطويل) هي ملحمة تاريخية يابانية (انظر gunki monogatari) كتبت في أواخر القرن الرابع عشر وتغطي الفترة من 1319 إلى 1367.

## الخلفية
هي آخر اللوحات اللملحمية الكبرى في الأدب القروسطي الياباني التي تصف نزاعات أواخر القرن12، وتأتي (حولية السلام الطويل) التي اكتملت حوالي 1370 وموضوعها الأساسي هو الحروب الأهلية المستمرة في الثلث الثاني من القرن 14، وهذا ما يعطي للعنوان من جهة أخرى سمة مُلغّرة: حتى أن بعض النقاد كشفوا فيها سخرية واضحة. العمل متعدد العناصر وأتت إضافات لتندمج بنص أصلي مجهول الكاتب. يُعرف أن هناك نسخ ملخصة عنها قد تثليت في القرن15. تَعدُّ تايهكي في الحقيقة أربعين كتابًا: يشكل أول اثني عشر كتابا الجزء الأقدم، وتصف بالتفصيل كيف يحيك الإمبراطور غو دايغو بدءًا من عام 1324 دسيسة ضد نظام كاماكورا الدكتاتوري، ثم يتوصل عام 1333 للانتصار عليه لإقامة نظام إمبراطوري.

## التحليل
وتصف الفصول التابعةُ الحربَ التي تواجه «بلاط جنوب» غو دايغو بالدكتاتور الجديد، أشيكاغا تاكا-أوجي، بدءًا من العام 1336. وتنتهي القصة في العام 1367. إن الجزء الأول من العمل مؤيدٌ بوضوح لقضية الإمبراطور غو دايغو؛ وتصف تتمة القصة الأحداث الحديثة وهي أكثر غموضًا. وكما في Hieke، يخلط الكاتب الأحداث التاريخية الحديثة والفكاهات من كل الأنواع وتدخل القوى الإلهية الموصوف غالبًا بدقة. هناك حكايات صغيرة عديدة تحكي بالتفصيل عن معارك أو عن مآثر قام بها أحد المحاربين، وتسهم في قصة محجوبة العناصر دون موضوع موحَّد حقيقي. حتى أن تايهيكي تأخذ أحيانًا شكل معجم موسوعي لمحاربي القرن 14 ولمآثرهم. وفي الحقيقة يتردد الكاتب بين نموذجين: Hieke monogatari المبني حول تصور دوري للقدر وحول عدم دوام الأشياء، ونموذج Shiki، وقصصه عن الفترة القديمة ومكتوبة وفق النموذج الصيني الذي ليت فيه القصة غالبًا سوى حجة وفظًا وأحيانًا وقحًا للعالم السياسي لذلك الزمن.

## المؤلف
لقد كان هناك اعتقاد طويل أن مؤلف تايهيكي كان راهبًا من مرتبة متواضعة، يُدعى كوجيما. وقُدمت حديثًا فرضية مفادها أن الكاتب يمكن أن يكون راهبًا من جبل hiei، يُدعى غين إي (gen.e)، وهو واحد من كبار أدباء عصره، وضليع بالكونفوشيوسية، ومرتبط بعلاقة صداقة مع رهبان زن، وظل لفترة طويلة في خدمة الإمبراطور غو دايغو، لكن الدكتاتور الجديد، آسيكاغا تاكوزي، كان يقدر نظرًا لمواهبه العديدة. وهذه الفرضية غير النهائية تحظى بتفسير الكثير من الأمور المبهمة في تايهيكي: أُظهر رهبان جبل hiei ورهبان زن في جو ملائم؛ وتعاطف الكاتب مع القضية الإمبراطورية دون أن يكون مع ذلك سلبيًا تمامًا تجاه الدكتاتورية العسكرية.

## التأثير
مارست تايهيكي تأثيرًا عميقًا على الثقافة الحربية بعد القرن 15. وقرَّظها مؤرخو مدرسة ميتو، في عصر إيدو، كمصدر لأحكامها التي تصب في مصلحة «المحاربين الأوفياء» للقضية الإمبراطورية. وعلى عكس ذلك، سعى مؤرخو عصر الأنوار ميجي الوضعيون لإظهار أن تايهيكي كانت محشوة بالحسنات، لا بل بالتلفيقات، جاعلين هذا المصدر «غير مفيد» للمؤرخ، كما كتب كومي كونيتاكي عام 1891. واليوم فإن النقاد أقل جزمًا: فبالنسبة لمعظمهم، يقبلون مواصفات الذي بقي واحدًا من صروح الأدب الحربي الكبيرة، ليس لإعادة رسم أحداث ذلك الزمن بقدر الإحاطة بالعقليات التي أثرت في حينه على التاريخ.